# Osgiliath
Osgiliath (Sindarijns voor Citadel van de Sterren) is in de trilogie In de ban van de ring van J.R.R. Tolkien de (fictieve) voormalige hoofdstad van Gondor. Het werd aan het einde van de Tweede Era gesticht door Isildur en Anarion.
Osgilliath betekent in het Sindarijns 'citadel der sterren', omdat de grootste Palantir in Osgilliath werd bewaard. Deze Palantir vulde een hele kamer en was de meesterPalantir van het zuiden.
In Derde Era 1437, ten tijde van de Broedertwist, werd Osgiliath volledig verbrand door de troepen van de usurpator Castamir. De Palantír ging daarbij verloren. Oud-koning Eldacar vluchtte naar het noorden en zijn zoon Ornendil werd vermoord. Eldacar heroverde Osgiliath in Derda Era 1447.
Maar in Derde Era 1636 Osgiliath werd hard getroffen door de Grote Pest. De inwoners van Osgiliath trokken weg naar Minas Anor of Ithilien. Hiermee begon het grote verval van Osgiliath. De grensbewaking van Mordor kwam daarmee ook te vervallen. In Derde Era 1650 verplaatste koning Tarondor daarom het Huis van de Koningen naar Minas Anor (Minas Tirith). In Derde Era 2002 leidde dit er toe dat de Nazgûl Minas Ithil binnenvielen, vanaf beter bekend als Minas Morgul, de toren van Tovenarij.
Gedurende de Oorlog om de Ring werd Osgiliath gebruikt als een fort, als onderdeel van de Anduin-linie om Minas Tirith te beschermen. In Derde Era 3018 werd de oostelijke helft ingenomen door troepen van Mordor, onder leiding van de tovenaar-koning van Angmar. Boromir wist met zijn manschappen de laatste van de grote bruggen te vernietigen, om de opmars te vertragen. Een tweede aanval van de Mordor leidde ertoe dat de troepen van Gonder zich niet meer konden verdedigen. Faramir, aangesteld om de verdediging te leiden na de dood van Boromir, werd gedwongen Osgiliath te evacueren. Nadat Osgiliath was overrompeld diende het als oversteekplaats voor de orks, Haradrim en Oosterlingen tijdens de Slag van de Pelennor.
Tijdens de Vierde Era werd Osgiliath wellicht herbouwd. Het is echter aannemelijk dat dit enige generaties heeft geduurd, aangezien Minas Tirith al gedeeltelijk ontvolkt was op het einde van de Derde Era.